# 神山繁
神山 繁（こうやま しげる、1929年〈昭和4年〉1月16日 - 2017年〈平成29年〉1月3日）は、日本の俳優。本名は同じ。
広島県呉市出身。海軍経理学校卒業。文学座、劇団雲、演劇集団 円を経て、オフィス佐々木に所属していた。
元妻は女優の文野朋子（1987年に死別）。晩年は京都府に在住していた。

## 来歴・人物

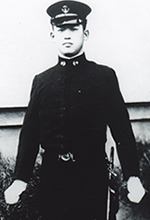
海軍経理学校時代の神山

旧制麻布中学校卒業後、1945年4月10日（火曜日）海軍経理学校第38期に入学、戦後山王ホテル勤務、進駐軍の通訳などを経て、1952年に文学座に演出部研究生として入座。後に俳優に転じる。1956年、文野と結婚。
1963年、芥川比呂志、小池朝雄、高木均、仲谷昇、岸田今日子らとともに同座を脱退し、劇作家・福田恆存を代表とする現代演劇協会の設立に参加、劇団雲を結成する。『夏の夜の夢』『リア王』『コリオレイナス』『テムペスト』などのシェイクスピア劇や、遠藤周作の『黄金の国』『罪と罰』『スカパンの悪だくみ』などの舞台で活躍する。1975年、芥川と福田との対立が決定的になると、芥川と行動を共にし、雲（現代演劇協会）を脱退して演劇集団 円の結成に参加した。円では、『ペリクリーズ』『から騒ぎ』などに出演し、『ママに捧げる鎮魂歌』『山の巨人たち』『ほんとうのハウンド警部』では演出を務めた。
1987年、文野と死別。以後はしばらく仕事からも離れていたが、1990年に仕事で訪れていた京都で一般人女性と知り合い、これを契機に京都へ移住。1992年にこの女性と再婚し、逝去まで連れ添った。1991年に演劇集団 円を退団。
舞台の傍ら、冷徹な悪役や知的な役柄をこなし、市川崑、岡本喜八、森谷司郎、山本薩夫など、非日常性の強い娯楽作品を得意とする監督らに好んで起用されていた。高倉健、宇津井健、いかりや長介、仲代達矢、児玉清、木村拓哉との共演が数多かった。中でも、いかりや長介とは『独眼竜政宗』での共演以来、プライベートでも親交が深かったという。テレビドラマでは『ザ・ガードマン』での役柄が当たり役となったほか、サントリーのCMでも馴染みの顔となった。
2016年1月に肺炎と診断され療養していたが、妻に看取られながら2017年1月3日に京都の自宅で亡くなった。87歳没。また、「葬式無用、戒名不要」という神山の強い遺志により無戒名となり、葬儀・告別式も行われなかった。生前から自分で用意した骨壺に入った。墓所は多磨霊園。

## 出演作品

### 映画
- にごりえ（1953年、松竹）
- 悪女の季節（1958年、松竹）
- ハイ・ティーン（1959年、松竹）
- その壁を砕け（1959年、日活）- ヒゲ面の石工
- 男が命を賭ける時（1959年、日活）
- われらの時代（1959年、日活）
- ゆがんだ月（1959年、日活）- 由良
- 霧ある情事（1959年、松竹）
- 男が命を賭ける時（1959年、日活）
- からっ風野郎（1960年、大映）- ゼンソクの政 役
- 喧嘩太郎（1960年、日活）- 五井秘書課長 役
- 最後の切札（1960年、松竹）
- バナナ（1960年、松竹）
- 夕陽に赤い俺の顔（1961年、松竹）
- 風に逆らう流れ者（1961年、日活）- 拝島
- 七人の挑戦者（1961年、日活）
- 拳銃横丁（1961年、日活）
- ノサップの銃（1961年、日活）
- 闘いつづける男（1961年、日活）
- 黒い傷あとのブルース（1961年、日活）- 茂原
- 恋にいのちを（1961年、大映）
- 涙を、獅子のたて髪に（1962年、松竹）
- 人間狩り（1962年、日活）
- 残酷な月（1962年、東映）
- 秋津温泉（1962年、松竹）- 津田
- あの橋の畔で（1962年、松竹）
- 黒シリーズ（大映）
  - 黒の報告書（1963年）- 人見十郎 役
  - 黒の死球（1963年）- 羽田野透 役
- 巨人 大隈重信（1963年、大映）- 小野梓 役
- 鏡の中の裸像（1963年、松竹）
- 素晴らしい悪女（1963年、東宝）
- あの橋の畔で 完結篇（1963年、松竹）
- 仇討（1964年、東映）- 奥野孫大夫 役
- おんなの渦と淵と流れ（1964年、日活）
- 男嫌い（1964年、東宝）- ポール岡村 役
- 怪談（1964年、東宝）- 侍1[10]
- 肉体の学校（1965年、東宝）- 音羽 役
- 六條ゆきやま紬（1965年、東宝）- 六條久右衛門匡弘 役
- 父と娘の歌（1965年、日活）- 江戸基次 役
- ザ・ガードマン 東京忍者部隊（1966年、大映）
- 上意討ち 拝領妻始末（1967年、三船プロ / 東宝）- 高橋外記 役
- 東宝8.15シリーズ（東宝）
  - 日本のいちばん長い日（1967年）- 加藤総務局長 役
  - 激動の昭和史 軍閥（1970年）- 近衛文麿 役
  - 激動の昭和史 沖縄決戦（1971年）- 島田知事 役[11]
- 爆破3秒前（1967年、日活）
- 斬る（1968年、東宝）- 鮎沢多宮 役
- さらばモスクワ愚連隊（1968年、東宝）- 黒川
- 首（1968年、東宝）
- 眠狂四郎円月殺法 (1969年、大映)
- 赤毛（1969年、東宝）- 荒垣弥一郎 役
- 天狗党（1969年、大映）
- 華麗なる闘い（1969年、東宝）
- 座頭市と用心棒（1970年、勝プロ / 大映）- 脇屋陣三郎 役
- 幕末（1970年、東宝）- 勝海舟 役
- 富士山頂（1970年、石原プロ / 日活）- 大蔵省主計官
- 豹（ジャガー）は走った（1970年、東宝）
- 商魂一代 天下の暴れん坊（1970年、東宝）
- 初めての旅（1971年、東宝）
- いのちぼうにふろう（1971年、東宝）- 八丁堀同心・金子 役
- ゴキブリ刑事（1973年、石原プロ / 東宝）- 三田
- 日本沈没（1973年、東宝）- 吉村運行部長 役[11]
- 華麗なる一族（1974年、東宝）- 和島 役
- 沖田総司（1974年、東宝）- 清河八郎 役
- 脱獄広島殺人囚（1974年、東映）- 堂本武 役
- 吾輩は猫である（1975年、東宝）- 鈴木藤十郎 役
- 金環蝕（1975年、東宝）- 若松圭吉 役
- 動脈列島（1975年、東宝）- 新聞記者 役
- 不毛地帯（1976年、東宝）- 里井専務 役
- 八甲田山（1977年、東宝）- 本宮少佐 役
- 霧の旗（1977年、東宝）- 谷村編集長 役
- 女王蜂（1978年、東宝）- 九十九龍馬 役
- 犬笛（1978年、三船プロ / 東宝）- 前川海上保安庁次長 役
- 皇帝のいない八月（1978年、松竹）- 正垣慎吾 役
- ブルークリスマス（1978年、東宝）- 院長
- 太陽を盗んだ男（1979年、キティ・フィルム / 東宝）- 仲山総理大臣秘書 役
- 遠い明日（1979年、東宝）- 須田検事長 役
- 二百三高地（1980年、東映）- 山県有朋 役
- 遥かなる走路（1980年、松竹）- 神谷正太郎 役
- 連合艦隊（1981年、東宝）- 貝塚瑞鶴艦長 役[11]
- 日本の熱い日々 謀殺・下山事件（1981年、松竹）- 伊庭次席検事 役
- 飛鳥へ、そしてまだ見ぬ子へ（1982年、東宝）
- あゝ野麦峠 新緑篇（1982年、東宝）- 金丸大介 役
- この子の七つのお祝いに（1982年、角川春樹事務所 / 松竹）- 柏原
- 小説吉田学校（1983年、東宝）- 太田一郎 役
- 南極物語（1983年、東宝）- 堀込隊長 役
- すかんぴんウォーク（1984年、東宝）- 民川年和 役
- 零戦燃ゆ（1984年、東宝）- 軍令部参謀
- 魔の刻（1985年、東映）- 水尾敬一郎 役
- 潮騒（1985年、東宝）- 灯台長
- 花いちもんめ。（1985年、東映）- 神経内科医師
- 鹿鳴館（1986年、東宝）- 谷干城 役
- 海と毒薬（1986年、日本ヘラルド映画）- 権藤
- 極道の妻たちII（1987年、東映）- 萬代組若頭・磐城忠勝 役
- ロボフレンド - Too Much （1987年、キャノン・フィルムズ）- 警察署長
- 菩提樹 リンデンバウム（1988年、東映）- 神崎学長
- ブラック・レイン - Black Rain （1989年、パラマウント映画）- 大橋刑事部長 役 ※日本語吹き替えも担当
- 遺産相続（1990年、東映）- 鳥井忠義 役
- 陽炎（1991年、バンダイ・松竹）- 光山修介 役
- 天河伝説殺人事件（1991年、東映）- 高崎義則 役
- 江戸城大乱（1991年、東映）- 徳川光貞 役
- 大誘拐 RAINBOW KIDS（1991年、東宝）- 柳川国二郎 役
- 寒椿（1992年、東映）
- 病は気から 病院へ行こう2（1992年、東映）- 片倉幸太郎 役
- わが愛の譜 滝廉太郎物語（1993年、東映）- 上原六四郎 役
- 新極道の妻たち 覚悟しいや（1993年、東映）- 笹部勝志 役
- 帰って来た木枯し紋次郎（1993年、東宝）- 富岡屋惣左衛門 役
- 四十七人の刺客（1994年、東宝）- 小野寺十内 役
- 集団左遷（1994年、東映）- 菊川伊佐美 役
- 鬼平犯科帳 劇場版（1995年、松竹）- 秋元源蔵 役
- ひめゆりの塔（1995年）- 野口校長 役
- ゴジラvsデストロイア（1995年、東宝）- 後藤陸将 役[12][4]
- 八つ墓村（1996年、東宝）- 九野要三郎 役
- カンゾー先生（1998年、東映）
- 踊る大捜査線シリーズ（東宝）- 吉田敏明（警視庁副総監） 役
  - 踊る大捜査線 THE MOVIE（1998年）
  - 踊る大捜査線 THE MOVIE 2 レインボーブリッジを封鎖せよ!（2003年）
- 時雨の記（1998年、東映）- 野村
- 虹の岬（1999年、東宝）
- どら平太（2000年、東宝）- 本田逸記 役
- ホーム・スイートホーム（2000年、上映100人委員会）
- RED SHADOW 赤影（2001年、東映）- 京極兼光 役
- 千年の恋 ひかる源氏物語（2001年、東映）- 藤原為時 役
- ミスター・ルーキー（2002年、東宝）- 成田社長 役
- 許されざる者（2003年、シネマパラダイス）- 北畠高時 役
- ロード88 出会い路、四国へ（2004年、GAGA）
- あずみ2 Death or Love（2005年、東宝）- 南光坊天海 役
- 無名の人 〜石井筆子の生涯〜（2006年 芸術文化振興基金助成事業）- ナレーション
- 沈まぬ太陽（2009年、東宝）- 桧山社長 役
- 獄（ひとや）に咲く花（2010年、Thanks Lab）
- 学校をつくろう（2011年、ゴー・シネマ）- 相馬永胤（老年期） 役
- アウトレイジ ビヨンド（2012年、ワーナー・ブラザース / オフィス北野）- 花菱会・布施会長 役

### テレビドラマ
- おはなはん一代記（1962年、NHK総合）- 速水中尉
- 幕末（1964年、TBS）- 勝海舟
- 燃ゆる白虎隊（1965年、TBS）- 板垣退助
- 大河ドラマ (NHK総合)
  - 太閤記（1965年）- 山中鹿之助
  - 樅ノ木は残った（1970年）- 水野十郎左衛門
  - 黄金の日日（1978年）- 安国寺恵瓊
  - 獅子の時代（1980年）- 岩下左次衛門
  - おんな太閤記（1981年）- 本多正信
  - 独眼竜政宗（1987年）- 遠藤基信
  - 翔ぶが如く（1990年）- 井伊直弼
  - 葵 徳川三代（2000年）- 本多正信
  - 天地人（2009年）- 千利休
- ザ・ガードマン（1965年 - 1971年、TBS / 大映テレビ）- 榊隊員
- 戦国太平記 真田幸村（1966年、TBS） - 石田三成
- 東芝日曜劇場→日曜劇場（TBS）
  - 鳥が…（1967年）
  - 華和家の四姉妹 第3話 -（2011年 -）- 東堂兵衛
- 細うで繁盛記（1970年、よみうりテレビ / 東宝）- 大西館主人
- 大忠臣蔵（1971年、NET / 三船プロ）- 柳沢吉保
- シークレット部隊（1972年、TBS / 大映テレビ）- 黛新聞記者
- 銀河テレビ小説（NHK総合）
  - 波の塔（1973年）
  - 斜陽（1975年） - 和田
  - 新東京物語（1982年） - 平山幸一
  - 歳月（1983年11月7日 - 12月2日） - 行友万蔵
- パナソニック ドラマシアター (TBS)
  - 江戸を斬る 梓右近隠密帳（1973年 - 1974年、C.A.L）- 松平伊豆守
  - 大岡越前 第4部 第19話、第20話「天下を盗る（前編、後編）」（1975年、C.A.L）- 水野和泉守
  - 水戸黄門 (C.A.L)
    - 第32部 第8話「決戦!加賀百万石 -金沢-」（2003年9月22日）- 林田弥左衛門
    - 第34部 第17話「人間将棋に待ったなし -天童-」（2005年5月16日）- 松平宗弘

  - こちら本池上署 第4シリーズ 第9話「孫と勝負師」（2004年、テレパック）- 香田周作
  - 浅草ふくまる旅館（2007年、テレパック）- 榊晋一郎
- 白い滑走路（1974年、TBS）- 太田実
- 座頭市物語 第10話「やぐら太鼓が風に哭いた」（1974年、フジテレビ / 勝プロ）- 仁兵衛
- 夜明けの刑事（TBS / 大映テレビ）
  - 第38話「海洋博でダイナミックな殺人」（1975年）- 田宮
  - 第56話「夜明けに白バラが散った!!」（1976年）- 矢崎刑事部長
  - 第67話「君は妻娘を殺されたらどうする!!」（1976年）- 矢崎刑事部長
  - 第76話「恋する女神ヴィーナス誘拐事件」（1976年）- 矢崎刑事部長
  - 第83話「山口さんちのツトム君誘拐事件」 - 第86話「地上最強のカラテ 仕組まれた殺人のワナ」（1976年）- 西田警視
- 剣と風と子守唄 第11話「父娘の十字架」（1975年、日本テレビ / 三船プロ）- 島田蔵人
- 非情のライセンス 第2シリーズ 第38話「男のうたは兇悪」（1975年、NET / 東映）- 小谷英明
- 新宿警察 第1話「新宿24時」（1975年、フジテレビ / 東映）- 森山幸晴
- 燃える捜査網（1975年 - 1976年、NET / 東映）- 高森幸太郎
- 愛のサスペンス劇場 / 歯止め（1976年、日本テレビ / 東京映画）- 刑事課長
- 夫婦旅日記 さらば浪人 第3話「虹を渡る武士」（1976年、フジテレビ / 勝プロ）
- 太陽にほえろ!（日本テレビ / 東宝）
  - 第221話「刑事失格!?」（1976年）- 本庁査問委員長
  - 第471話「山さんに任せろ!」（1981年）- 大沢秀夫（警視庁第4方面管理官）
  - 第662話「制服よさらば」（1985年）- 坂本正孝
  - 第713話「エスパー少女・愛」（1986年）- 警視監
  - 第715話「山さんからの伝言」（1986年）- 警視監
  - 太陽にほえろ!PART2 第7話「逃げる」（1987年）- 警視監
- 新・二人の事件簿 暁に駆ける! 第27話「善意の落とし穴」（1977年、朝日放送 / 大映テレビ）
- 新五捕物帳 第7話「虹をかけた送り舟」（1977年、日本テレビ / ユニオン映画）- 明石順啓
- 気まぐれ天使 第39話「センチメンタル・マキ」（1977年、日本テレビ / ユニオン映画）- 滝沢
- ブラザー劇場 / 刑事犬カール（1977年 - 1978年、TBS）- 村上勇作
- 気まぐれ本格派 第16話「クイーンのトランプ」（1978年、日本テレビ / ユニオン映画）- 浅野謙二
- 大空港（1978年 - 1980年、フジテレビ / 松竹）- 浅原警視正
- 横溝正史シリーズII / 女王蜂（1978年、毎日放送 / 三船プロ）- 速水欣造
- 薔薇海峡 （1978年、TBS）- 大野助役
- ゴールデンドラマシリーズ / 駆け込みビル7号室 第2話「ほん物ニセモノ?! 帰ってきた蒸発亭主」（1979年、フジテレビ / 三船プロ）
- 結婚の四季（1980年、フジテレビ）
- 関ヶ原（1981年、TBS）- 安国寺恵瓊
- 鬼平犯科帳（テレビ朝日 / 東宝）- 岸井左馬之助
  - 第1シリーズ（1980年）
  - 第2シリーズ（1981年）
- 木曜ゴールデンドラマ / 細雪（1980年、よみうりテレビ）
- 金曜ドラマ (TBS)
  - 父母の誤算（1981年）- 高井信介
  - 週末婚（1999年）- 大森和之
- 火曜サスペンス劇場 (日本テレビ)
  - 消えたタンカー（1981年、東宝映像）- 捜査一課長
  - 断罪（1985年、東映）
  - 父にかかる電話（1985年、松竹）
  - 六月の花嫁シリーズ 第1作「ハネムーン」（1986年）
  - 禁じられた結婚（1987年、松竹）
  - 長く暑い夏の一日（1988年、彩の会）- 奈良原教授
  - 王女の涙（1988年10月4日、東宝）
  - 浅見光彦ミステリー 第8作「琵琶湖周航殺人歌」（1990年）- 広岡友則（琵琶湖の水を守る会会長）
  - 松本清張作家活動40年記念SP・ゼロの焦点（1991年）- 室田儀作
  - 地方記者・立花陽介 第18作「津軽弘前通信局」（2002年）- 高橋（元教諭）
  - 軽井沢ミステリー 第2作「風立ちぬ」（2002年）- 富川勝征
  - 女検事・霞夕子 第20作「夏の記憶」（2003年）- 井口良三
  - 京都金沢殺人事件シリーズ 第6作「京都金沢花咲爺殺人事件」（2004年）- 寺内清泉（寺内流家元）
- 二人の武蔵（1981年、フジテレビ）- 吉岡伝七郎
- 陽あたり良好!（1982年、日本テレビ）
- 土曜ドラマ (NHK総合)
  - 希望（1982年）
  - 白き抗争（1983年） - 可知
  - 官僚たちの夏（1996年） - 池内信人
  - 憲法はまだか（1996年） - 幣原喜重郎
  - 女たちの帝国（1997年） - 山内久之
  - ハゲタカ（2007年）
  - フルスイング（2008年） - 佐久間
  - 土曜ドラマスペシャル  / とんび（2012年） - 海曇和尚
- 時代劇スペシャル (フジテレビ)
  - 闇の傀儡師（1982年、東映）- 一橋民部卿
  - お庭番秘聞 暗殺者（1983年、映像京都）- 宇野源心
  - 女盗賊 忍び舞い（1983年、東宝）- 大岡忠相
- リラックス〜松原克己の日常生活（1982年11月13日、関西テレビ） - 梶部長
- ザ・サスペンス / 妻は告白する（1983年、TBS）- 検事
- 大奥 （1983年、関西テレビ）- 酒井忠清
  - 第14話「京より天女が舞い降りた」
  - 第15話「めんどり歌えば家亡ぶ」
  - 第16話「断崖に立つ女」
  - 第18話「女の髪は象をもつなぐ」
- 西部警察 PART-III 第34話「刑事無情」（1984年、テレビ朝日 / 石原プロ）- 田代刑事
- 土曜ワイド劇場（テレビ朝日）
  - 松本清張の溺れ谷 蜂は一度刺して死ぬ！（1983年）- 是枝平之輔
  - 幽霊シリーズ 第8作（1984年）
  - 京都妖怪地図 第3作「鳥辺山に棲む八百歳の女子大生」（1985年）- 林教授
  - 血液型殺人事件 霧の那須高原襲われた女探偵（1985年）
  - 白銀のみちのく幽霊殺人（1986年） - 小松原武士
  - 密会の宿 第8作「女と男の殺人ドライブ 夕闇に匂う哀しみの殺意」（1993年）- 桜田修造
  - 京都の芸者弁護士事件簿（1997 - 1998年）- 布施裁判長
  - 家政婦は見た! 第17作（1999年）- 中山長三
  - 牟田刑事官事件ファイル 第30作「横浜～沖縄 二度殺された不思議な死体」（2001年）- 紺野良成
  - 変装婦警の事件簿 第2作（2001年）- 草野昭造
  - 松本清張の証言（2004年、イースト）- 朝峰太
  - 事件 第16作（2015年）- 水木啓吾
- 遥かなる八月の詩（1992年、群馬テレビ）
- 月曜ドラマランド / 特別機動少女隊ホールドアップ（1985年、フジテレビ / テレパック）- 早坂平四郎
- スケバン刑事 第14話「血ぬられた鍵盤」 - 第22話「地獄に落ちろ! 悪魔の一族」（1985年、フジテレビ / 東映）- 海槌剛三
- 花嫁衣裳は誰が着る（1986年、フジテレビ / 大映テレビ）
- 12時間超ワイドドラマ→新春ワイド時代劇 (テレビ東京)
  - 徳川風雲録 御三家の野望（1986年）- 柳沢吉保
  - 天下の副将軍水戸光圀 徳川御三家の激闘（1992年）- 酒井忠清
  - 織田信長（1994年）- 織田信秀
  - 徳川剣豪伝 それからの武蔵（1996年）- 柳生宗矩
  - 天下騒乱〜徳川三代の陰謀（2006年）- 沢庵
  - 忠臣蔵 瑤泉院の陰謀（2007年）- 土屋相模守政直
- 特捜最前線 第450話「前略、神代課長様・天使からの告発状!」（1986年、テレビ朝日 / 東映）- 箱崎直也
- TBS大型時代劇スペシャル (TBS)
  - 太閤記（1987年）- 今川義元
  - 平清盛（1992年）- 藤原頼長
- 木曜ドラマストリート / 放課後（1987年、フジテレビ）
- 花王名人劇場 / 裸の大将 第23話「清と島の花嫁さん」（1987年、関西テレビ）
- 傑作時代劇 「へそまがり新左 嫁姑、婿とり合戦」（1987年、テレビ朝日）
- ベイシティ刑事（1987年 - 1988年、テレビ朝日 / 東映）- 桜井捜査課長
- 三匹が斬る! 第12話「信濃路は、鯉や鯉やで恋わずらい」（1988年、テレビ朝日 / 東映）- 別所頼母
- ザ・スクールコップ（1988年、フジテレビ / 大映テレビ）
- 銭形平次 (フジテレビ) - 笹野新三郎
- 土曜グランド劇場 / 外科医有森冴子 パート1 第9話「青春のメモリー」（1990年、日本テレビ / 日本テレビエンタープライズ）
- 年末時代劇スペシャル / 勝海舟（1990年、日本テレビ）- 有栖川宮熾仁親王
- 将軍家光忍び旅（1990年 - 1993年、テレビ朝日）- 大久保彦左衛門
- 忠臣蔵 風の巻・雲の巻（1991年、フジテレビ）- 色部又四郎
- 闇を斬る!大江戸犯科帳 第22話「闇奉行死す!」（1993年、日本テレビ / ユニオン映画）- 玉置豊後守
- 四匹の用心棒 (5) かかし半兵衛無頼旅（1993年、テレビ朝日 / 東映）- 安東帯刀
- 父子鷹（1994年1月 - 3月、日本テレビ / 松竹）
- 水曜ドラマ / 横浜心中（1994年、日本テレビ）
- 殿さま風来坊隠れ旅（1994年、テレビ朝日）- 安藤甚左衛門
- 妹よ（1994年、フジテレビ）- 高木浩一郎
- 大忠臣蔵（1994年、TBS）- 柳沢吉保
- 新春大型時代劇3時間スペシャル 家光謀殺（1995年、テレビ朝日 / 東映）- 徳川頼宣
- 雲霧仁左衛門（1995年、フジテレビ）- 松屋善兵衛
- 元禄太平記 忠臣蔵討入りの助っ人たち（1995年、日本テレビ）- 吉良上野介
- 夢暦長崎奉行（1996年、NHK総合）- 島津重豪
- 将軍の隠密!影十八（1996年、テレビ朝日）- オープニングナレーション
- 忠臣蔵（1996年、フジテレビ）- 吉田忠左衛門
- ヒロシマ 原爆投下までの4か月（1996年、NHK総合）-  米内光政
- 金曜エンタテイメント→金曜プレステージ（フジテレビ）
  - 松本清張の異変街道（1993年）- 松波筑後守
  - 浅見光彦シリーズ
    - 第3作「唐津佐用姫伝説殺人事件」（1996年）- 佐橋登陽
    - 第30作「天河伝説殺人事件」（2008年）- 水上和憲
    - 第40作「棄霊島」（2011年）- 岡田和彦

  - 京都祇園入り婿刑事事件簿（1997年 - 2005年）- 田沢警部
  - おばさんデカ 桜乙女の事件帖 第8作（2000年）- 多木孝太郎
  - お局探偵亜木子&みどりの旅情事件帳 第6作「スパイスは死の香り 若女将をめぐる恐怖の三角関係」（2003年）- 大室喜四朗
  - やがて来る日のために（2005年）- 野口重昭
  - 女検視官・江夏冬子 - 二戸部章二
    - 第1作「血だまりの滴」（2012年）
    - 第2作「復讐の血脈」（2013年）
- 月曜ドラマスペシャル→月曜ミステリー劇場→月曜ゴールデン（TBS）
  - 演歌・唱太郎の人情事件日誌 第2作（1997年）- 神崎隆一郎
  - 夏樹静子サスペンス・秘めた絆（1998年）
  - 浅見光彦シリーズ
    - 第10作「隠岐伝説殺人事件」（1998年）- 白倉秀明
    - 第18作「華の下にて」（2004年）- 丹野忠慶
    - 第28作「高千穂伝説殺人事件」（2009年）- 市川要一

  - 金田一耕助シリーズ（東阪企画）
    - 悪霊島（1999年）- 刑部大膳
    - 真珠郎（2005年）- 鵜藤宗太郎

  - カードGメン・小早川茜 第6作「特命」（2003年）- 橘徹郎
  - 警察庁特別広域捜査官 宮之原警部シリーズ 第1作「丹後浦島伝説殺人事件」（2003年）- 土橋信治
  - 狩矢警部シリーズ 第9作「坂本龍馬殺人事件」（2010年）- 南信彦
- 暴れん坊将軍 (テレビ朝日)
  - 暴れん坊将軍VIII 第10話「陰謀に巻きこまれた黄門様!?」（1997年）- 徳川綱條
  - 暴れん坊将軍IX 第22話「壮絶! 三河士魂・養父の仇を討つ吉宗」（1999年）- 河野十内
  - 春のスペシャル / 吉宗が帰ってきた!!（2004年）- 横川勘十郎
  - ドラマスペシャル 暴れん坊将軍（2008年12月29日）- 慈恵
- '98新春ドラマスペシャル・味いちもんめ「幻の名料亭VS料理の達人 雪の函館旅情編」（1998年、テレビ朝日）- 若林魚庵
- はみだし刑事情熱系 PART3 第12話「日本横断!! 涙の大誘拐 雪のアルペンルートを追え!」（1998年、テレビ朝日 / 東映）
- 赤西蛎太 伊達騒動醜男と美女の純愛（1999年、テレビ東京）- 伊達兵部
- サラリーマン金太郎（1999年、TBS）- 竹本
- 隠密奉行朝比奈2 第5話「伊予松山 姫さまと無理心中」（1999年、フジテレビ / 東映）- 松平壱岐守
- 水曜劇場 / 涙をふいて（2000年、フジテレビ）- 手塚林太郎
- ナースのお仕事 (フジテレビ) - 大久保ひさし
  - ナースのお仕事3 第10話「クビになっちゃう」（2000年）
  - ナースのお仕事4 第12話「結婚してください!」・第13話「さよなら…」（2002年）
- 京極夏彦 「怪」 第2話「隠神だぬき」（2000年、WOWOW）- 服部
- 木曜ミステリー (テレビ朝日)
  - 別れる2人の事件簿（2000年、東映）- 西条耕太郎
  - 科捜研の女 SEASON 2 第8話「消えた被害者! 愛と欲望のひき逃げ事件!!」（2000年12月7日）- 神林達也
  - おみやさん 第3シリーズ 第4話「悲劇の完全犯罪!!高級メロンに脅える女」（2004年）- 土屋哲郎
  - 新・京都迷宮案内5 第10シリーズ 第5話「婚約者にされた杉浦!! 三日だけの淑女!」（2008年）
  - 刑事110キロ 第1シリーズ 第5話（2013年）- 藤井
- HERO 第1期 第2話「帰れないふたり」（2001年、フジテレビ）- 坂ノ上幹二
- 忠臣蔵1/47（2001年12月28日、フジテレビ）- 菅野六郎左衛門
- 金曜時代劇→木曜時代劇 (NHK総合)
  - 逃亡（2002年）- 伝兵衛
  - 御宿かわせみ（2005年）- 松浦芳斉
  - 次郎長背負い富士（2006年）- 宏田和尚
- 水曜ドラマ (日本テレビ)
  - サイコドクター 第10話、第11話（2002年）
  - 赤鼻のセンセイ（2009年）
- 御家人斬九郎 第5シリーズ 第8話「乱調麻佐女」（2002年、フジテレビ / 映像京都）- 高田屋徳右衛門
- 松本清張没後10年特別企画 死んだ馬・殺意の接点（2002年、TBS）- 池野典也
- 女と愛とミステリー→水曜ミステリー9→水曜シアター9 (テレビ東京)
  - 篝警部補の事件簿 第1作「富士六湖殺人水脈」（2003年）- 志賀一草
  - 金田一耕助ファイルII 獄門島（2003年）- 了然
  - 信濃のコロンボ事件ファイル 第6作「軽井沢殺人事件」（2004年）- 大原賀一郎
  - 監察医・篠宮葉月 死体は語る 第4作（2004年）- 大塚寛治
  - 松本清張特別企画・強き蟻（2006年）- 川瀬
  - 雪冤（2010年）- 渡辺道徳
- 剣客商売（フジテレビ / 松竹）
  - 第4シリーズ 第9話「勝負」（2003年）- 村田屋徳兵衛
  - スペシャルドラマ「母と娘と」（2005年）- 道誉
- 赤い運命（2005年、TBS）- 吉野剛造
- 盤嶽の一生 第10話「二人ばんがく」（2005年、時代劇専門チャンネル）- 高木主膳
- DRAMA COMPLEX / 河井継之助 駆け抜けた蒼龍（2005年、日本テレビ）- 牧野忠雅
- 木曜劇場 (フジテレビ)
  - 小早川伸木の恋（2006年）- 鰺澤惣介
  - 不毛地帯 第4話（2009年）- 三島幹事長
- 鬼平犯科帳スペシャル 兇賊（2006年）- 天野彦八郎
- 木曜ドラマ / 富豪刑事 第1シリーズ（2006年、テレビ朝日 / 朝日放送 / 東宝）- 片山隆三
- さすらい署長 風間昭平4（2006年、テレビ東京）- 北森清右衛門役
- 相棒 season5 第1話「杉下右京 最初の事件」（2006年10月11日、テレビ朝日）- 御手洗泰彦
- スティング松岡 危機一髪!（2006年、フジテレビ）- 石堂蔵之助
- 土曜プレミアム / 新・美味しんぼ (フジテレビ) - 大原大蔵
  - 第1作（2007年）
  - 第3作「海原雄山VS究極七人のサムライ!」（2009年）
- お江戸吉原事件帖（2007年、テレビ東京）
- 徳川家康と三人の女（2008年、テレビ朝日）- 本多重次
- CHANGE（2008年、フジテレビ）- 二瓶栄
- 課長島耕作（2008年、日本テレビ）- 苫米地社長
- 告知せず（2008年11月15日、テレビ朝日）- 松田教授
- スペシャルドラマ / 白洲次郎（2009年、NHK総合）- 白洲次郎（晩年）
- 落日燃ゆ（2009年、テレビ朝日）- 高橋是清
- 必殺仕事人2009 第21話「最終章~仕事人狩り!」、第22話「最後の大仕事!!」（2009年、朝日放送 / 松竹）- 松坂伊勢守忠宗
- ドラマ10 (NHK総合)
  - 離婚同居 第3話（2010年）
  - フェイク 京都美術事件絵巻 第2話「信長の油滴天目茶碗」（2011年）- 北野丈彦
- 正月時代劇 / 隠密秘帖（2011年、NHK総合）- 一橋治済
- BS大型時代劇 / 火怨・北の英雄 アテルイ伝（2013年、NHK BSP）- 阿久斗
- 2夜連続ドラマスペシャル / 最も遠い銀河（2013年、テレビ朝日）- 鎌田理事長
- 刑事吉永誠一 涙の事件簿 第2話（2013年10月18日、テレビ東京）- 田崎正則
- 連続テレビ小説 / マッサン（2014年、NHK総合）- 和尚
- 地域発ドラマ / 戦艦大和のカレイライス（2014年、NHK BSP / NHK広島）- 沖田誠吾
- ザ・プレミアム / 京都人の密かな愉しみ（2015年、NHK BSP）
- 経世済民の男 小林一三 後編（2015年、NHK総合）- 大地主

### ドキュメンタリー
- NHK特集「トンカジョンの出奔 〜白秋・『思ひ出』の世界〜」（1990年、NHK総合）- 北原白秋 役[13]

### 舞台
- 夏の夜の夢（1963年、劇団雲）
- 黄金の国（1966年、劇団雲）
- コリオレイナス（1971年、劇団雲）
- スカパンの悪だくみ（1974年、劇団雲）
- ペリクリーズ（1976年、演劇集団 円）
- 尺には尺を（1977年、演劇集団 円）
- から騒ぎ（1979年、演劇集団 円）
- 花粉熱（1984年、演劇集団 円）

### 演出
- ママに捧げる鎮魂歌（1978年、演劇集団 円）
- 山の巨人たち（1982年、演劇集団 円）
- ほんとうのハウンド警部（1987年、演劇集団 円）

### バラエティ
- にっぽんの歌（NET〈現：テレビ朝日〉）※司会
- 名曲のふるさと イギリス・スコットランド編（NHK総合）
- やきもの探訪（NHK BS2）

### CM
- サントリー
  - ウイスキーギフト（1971年頃）、デリカ・タイム（1975年）、角瓶・リザーブ・オールド（1977年）、メルツェンビール（1978年）、ウイスキーソーダ（1989年）※ 宇津井健ら（1977年）と共演。
- 東芝 エアコン 木かげ（1977年頃 - ）
- トヨタ自動車 トヨタ・マークII（4代目）※ 児玉清と共演。
- ダイハツ工業
  - ダイハツ・ミラジーノ、ダイハツ・オプティ（2000年）
- 明星食品 ラーの道
- 全日本空輸（ナレーション）